# Carex distracta
Carex distracta är en halvgräsart som beskrevs av Charles Baron Clarke. Carex distracta ingår i släktet starrar, och familjen halvgräs.
Artens utbredningsområde är Assam (Indien). Inga underarter finns listade i Catalogue of Life.